# Parblo

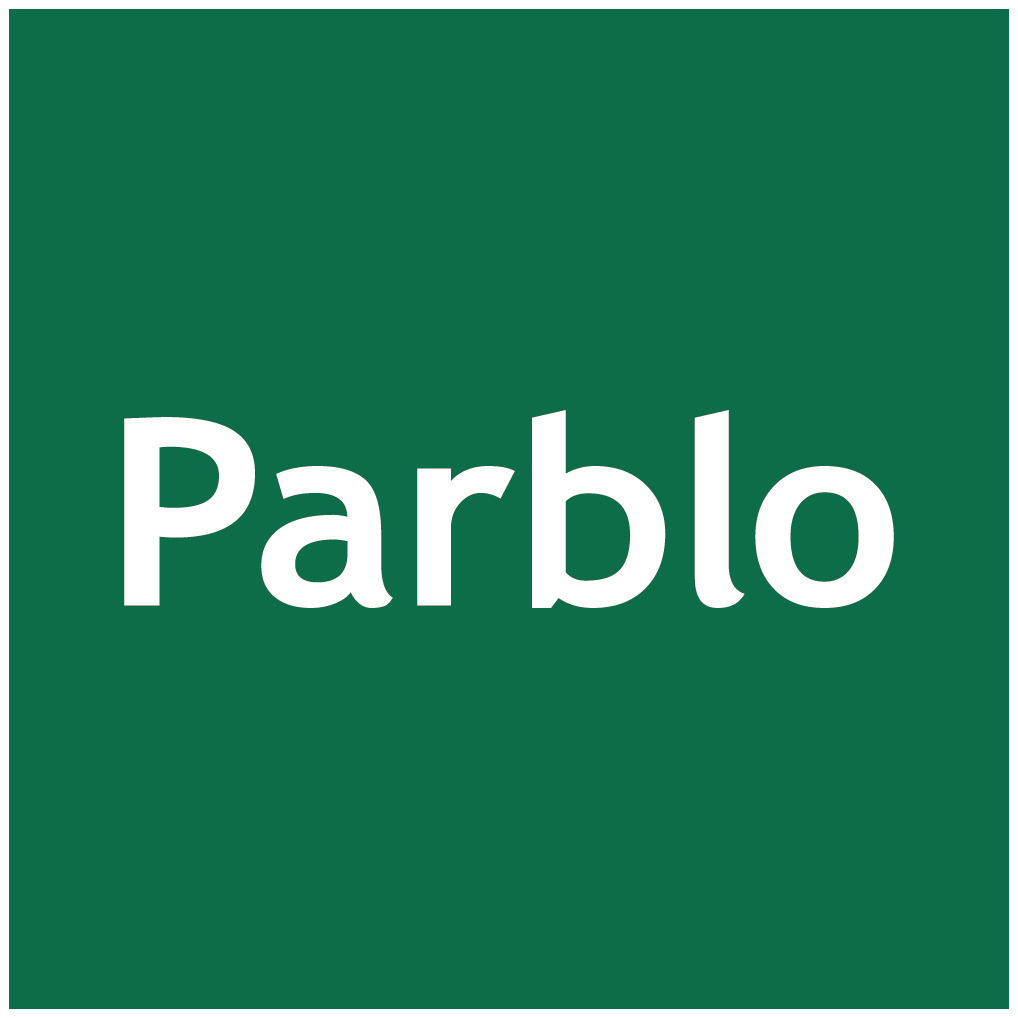
ロゴ

株式会社Parbloは、2015年に設立された中国深圳のペンタブレットなどのメーカーである。

## 製品
- ビジネス用ペンタブレット
- 教育用ペンタブレット
- 液晶タブレット
- お絵かきアクセサリー